# Верхня Мануйлівка
Верхня Мануйлівка — село в Україні, у Козельщинській селищній громаді Кременчуцького району Полтавської області. Населення становить 586 осіб. До 2017 орган місцевого самоврядування — Мануйлівська сільська рада.
Відстань до центру громади становить близько 25 км і проходить автошляхом місцевого значення.
Староста — Віра Антонівна Щеглова, діловод — Таміла Борисівна Артюх.

## Географія
Село Мануйлівка виникло наприкінці XVII — на початку XVIII століття. Сучасне село Верхня Мануйлівка знаходиться на лівому березі річки Псел, вище за течією Псла, а за 1,5 км розташовано село Нижня Мануйлівка, нижче за течією за 4 км розташовано село Піски. Навколо — сосновий ліс. На правому березі Псла розташований Ландшафтний заказник «Псільський».

## Історія
Відомо, що землі, де розташоване село, були заселені здавна. Біля Верхньої Мануйлівки виявлено поховання (трупоспалення) перших століть до нашої ери. Село засноване, вірогідно, наприкінці XVII — на початку XVIII століття, і значиться як Мануйлівка. У документах є згадка про нього, датована 1729 роком. За усними переказами, що збереглися донині, село нібито заснували козаки, вихідці із Запорізької Січі, які пливли вгору по Дніпру, шукаючи вільних земель, щоб оселитися там.
З глибокої давнини збереглася легенда, що три козаки - вихідці із Запорізької Січі Мануйло, Хорішко та Юрко пливли вгору по Пслу шукаючи вільних земель. Зачаровані красою і багатством природи, зупинилися тут і заснували три поселення, давши їм назву від своїх імен (Мануйлівка, Хорішки та Юрочки відповідно). 
До середини 17 ст. ці землі були в числі володінь шляхтичів Гурських, потім Юрія Немирича.
З другої половини XVII століття село входило в Говтвянську сотню Миргородського полку; у 1729 р. в селі було 88 дворів посполитих селян, підлеглих безпосередньо гетьмансько-старшинській адміністрації.
У 1728 році гетьман України Данило Апостол віддав Мануйлівку «на ранг» судді Миргородського полку Федору Остроградському, який згодом, у 1741 році, одержав грамоту від Генеральної канцелярії на вічне і потомствене володіння селом. Але вже в 1784 році Мануйлівка згідно з грамотою цариці Катерини II перейшла у власність Марфи Іванівни Лалошевої (вдова Андрія Федоровича Остроградського, у другому шлюбі за бригадиром Костянтином Лалош з новосербів).
У 1873 році вона одержала царську грамоту, що підтверджувала володіння Мануйлівкою. У 1787 році Мануйлівка належала до Говтвянського повіту Київського намісництва, де проживало 739 душ різного звання - казені селяни, козаки та кріпаки - бригадирші Марфи Лалошевої, титулярного радника Шепелева,  сотника Володимира Остроградського та військового товариша Риженкова. Наприкінці 18 - 20-х. років 19 ст. основним власником Мануйлівки був син А.Ф. Остроградського Олександр Андрійович. 
У перші десятиліття існування села через постійну боротьбу з весняними повенями частина жителів Мануйлівки переселилась на більш підвищену місцевість, де незабаром утворилося село, назване Верхньою Мануйлівкою, або Горою.
Швидкому розвитку села сприяли вигідне географічне положення та багаті угіддя. У 1859 році в селі вже було 267 дворів, де проживало 1897 осіб. У цей час значна частина мануйлівських земель стала власністю князя О. П. Ширінського-Шахматова. 1863 козаки Мануйлівки підпорядковувались волосному правлінню, яке знаходилося в Пісках, а тимчасово зобов'язані Василівському волосному правлінню; відбувалося 2 ярмарки на рік: Іванівський у лютому, Покровський у жовтні.
Пізніше власницею села стала Наталія Остроградська (Ширінська-Шихматова), а потім її донька, так звана "мануйловская благодетельница" Олександра Орловська[джерело?].
1900 році у Верхній Мануйлівці Пісківської волості Кременчуцького повіту була Мануйлівська козацька сільська громада з приписаними до неї хуторами: Гирмани, Дериди, Дяченки, Попенки, Харченки, налічувалося 304 двори та 1671 жителів, земська та церковнопарафіяльна школи.
У травні 1897 та в липні - серпні 1900 року в Мануйлівці жив та працював письменник Максим Горький (якій брав участь у діяльності Мануйлівського  аматорського театру). У цей час село відвідали: письменник С. Г. Скиталець, режисер, театрознавець Л. А. Сулержицький. У 1905 -1907 році в селі відбувалися мітинги, збори, поширювалася нелегальна література, селяни припиняли роботу в поміщицький економії тощо. 
Радянський режим проголошено в січні 1918. Весною 1918 В.Мануйлівку окупували німецько-австрійські війська. У травні того ж року виникла мануйлівська партизанська група на чолі з Р. Бардаченком, яка згодом влилася в Кременчуцький партизанський загін. У 1919 р. частина партизан влилася до лав регулярної Червоної Армії, решта діяла в тилу денікінців. 
1920 - 1921 село зазнало нападів загонів Нестора Махна, Келеберди та інш. З встановленням радянського режиму В.Мануйлівка стала центром Мануйлівської сільради. 7.ІІІ.1923 у складі Манжеліївського району Кременчуцького округу. 
Влітку 1925 року проживав український письменник Остап Вишня. У 1927 відкрито семирічну школу. 
Під час німецько-фашиської окупації (16.ІХ.1941 - 26.ІХ.1943) гітлерівці знищили 7 сімей колгоспних активістів, колгоспниць Н.В. Кур'єр, Н.Л. Калашник, О.Єременко та О. Пінчук із дворічним сином спалили живими. На примусові роботи до Німеччини вивезли 100 юнаків та дівчат, спалили 312 будівель, школу, музей, магазин, будинок культури, багато господарських споруд. 
Станом на 2009 рік головою сільської ради був Сьомик Володимир Миколайович.
12 червня 2020 року, відповідно до розпорядження Кабінету Міністрів України № 721-р «Про визначення адміністративних центрів та затвердження територій територіальних громад Полтавської області», село увійшло до складу Козельщинської селищної громади.
19 липня 2020 року, в результаті адміністративно - територіальної реформи та ліквідації Козельщинського району, село увійшло до складу новоутвореного Кременчуцького району.
23 червня 2023 року у селі демонтували погруддя Максиму Горькому.

## Освіта

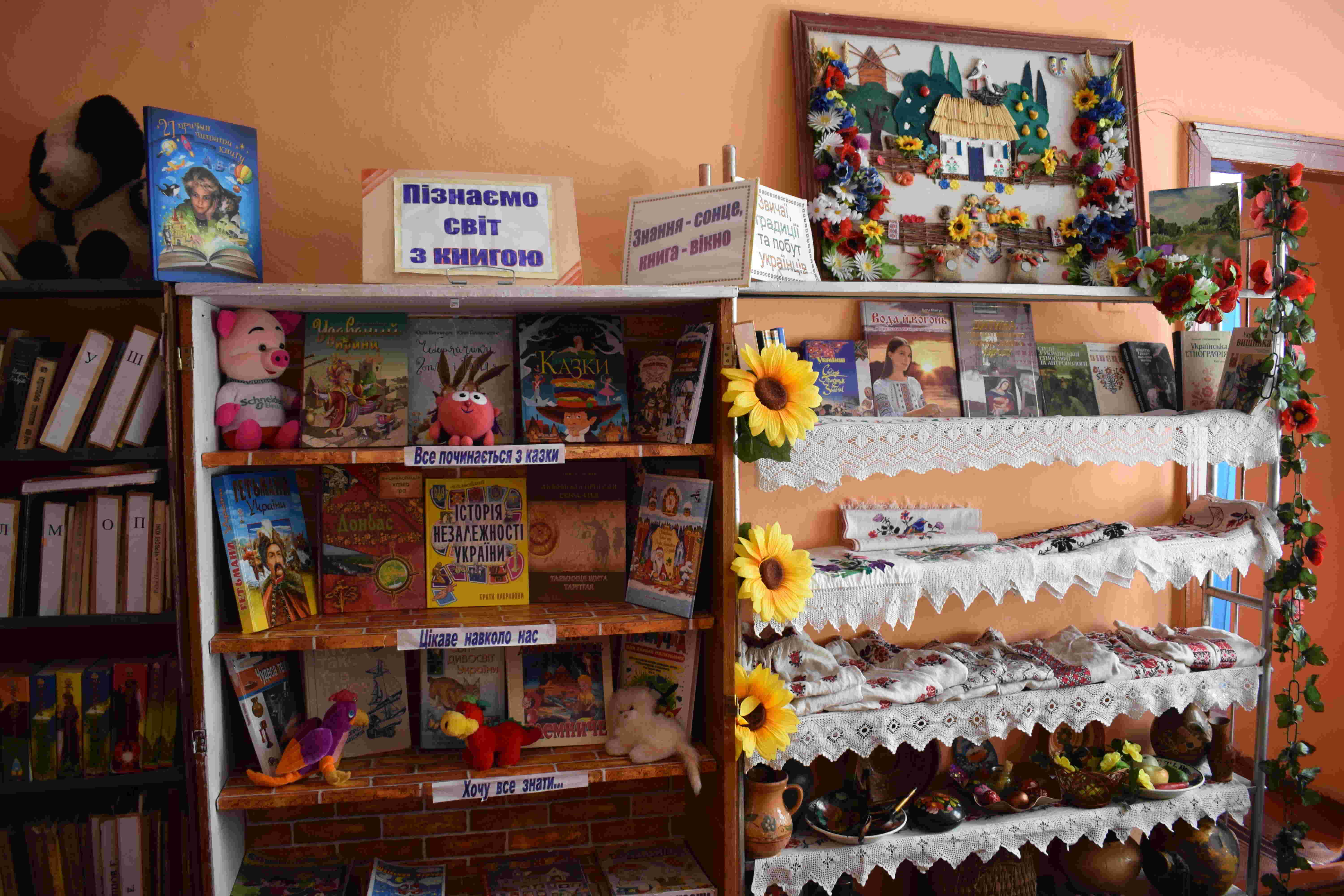
Мануйлівська сільська бібліотека

У селі знаходиться Мануйлівський ліцей (на початку 2000-х це була загальноосвітня школа I-III ступенів), де навчається до 80 дітей (дані 2009 року). Також працює відділення ДЮСШ.

## Культура
У центрі села розміщений Будинок культури. Діяла бібліотека, фонд якої нараховував більше 14 тисяч книг.
Також у Мануйлівці вже декілька років проводяться  змагання дельтапланеристів на Кубок Олександра Величка. На ці змагання приїжджають із сусідніх держав.

## Розбудова інфраструктури і культурно-просвітницька діяльність мануйлівських княгинь
Олександра Орловська зі своєю матір'ю Наталією розбудували інфраструктуру і провели велику культурно-просвітницьку роботу села. Вони збудували чотири школи, чайну для всіх охочих, заснували аматорський театр,  лікарню з усім необхідним (працював лікар О.Орловський, медсестра, були медикаменти і необхідні інструменти), першу у повіті безкоштовну бібліотеку-читальню, в яку самі купували книги, столичні журнали і газети.[джерело?]

## Особистості
У 1897 та в 1900 роках у Верхній Мануйлівці жив і працював у літній час радянський письменник Максим Горький, якого запросила і повністю утримувала за свій рахунок княгиня Олександра Орловська. Тут у 1897 році народився син письменника  Максим . Оповідки і радянська влада приписували письменникові культурно-просвітницьку діяльність мануйлівських княгинь, але як згадувала пізніше дружина сталініста Катерина Пєшкова: "«Рады были приглашению княгини Орловской, так как у нас не было и сантима в кармане...»
У Мануйлівці Горький написав повісті й оповідання: «Подружжя Орлови», «Ярмарок у Говтві», «Троє», «Мальва», «Тьху» та почав писати свій великий твір «Фома Гордєєв».
Із Верхньої Мануйлівки родом дружина Григора Тютюнника Людмила Василівна, тому відомий український письменник часто тут бував та працював. 
У 1937 році декілька місяців у Мануйлівській школі працював  Олесь Гончар. Пізніше хтось з мануйлівчан написав на майбутнього письменника донос, і той ледве врятувався від НКВС.
У 1926 році у Мануйлівці гостював Остап Вишня. Тут письменник написав свої найкращі усмішки.
Тут народився відомий метеоролог Володимир Семенович Самойленко
У Мануйлівці бували видатні люди: Андрій Головко, Євген Гуцало, Павло Тичина, Феодосій Роговий, Скиталець, Іван Карпенко-Карий, Олександр Орловський, Густав Нейгауз, Євграф Крендовський та ін.

## Галерея

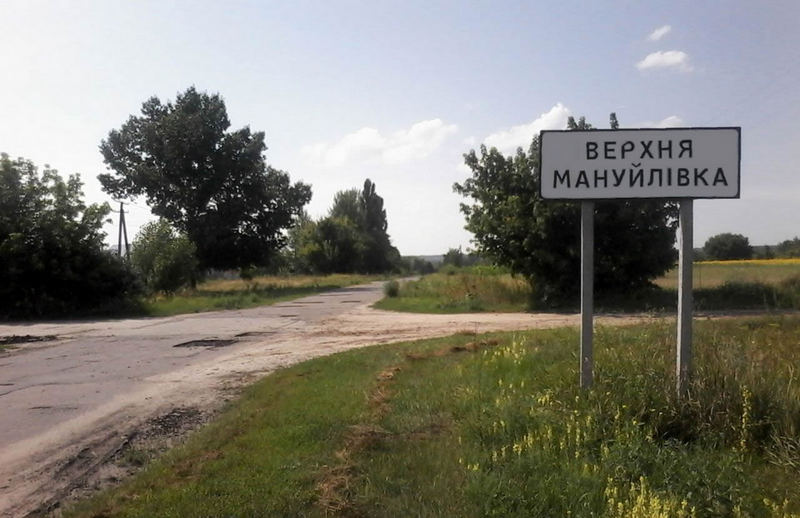
В'їзд у село зі сходу
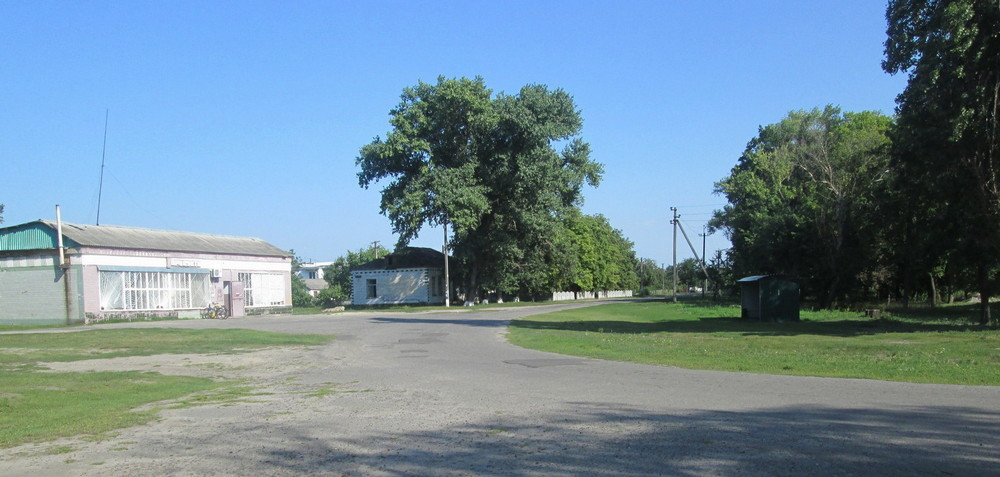
Центр села
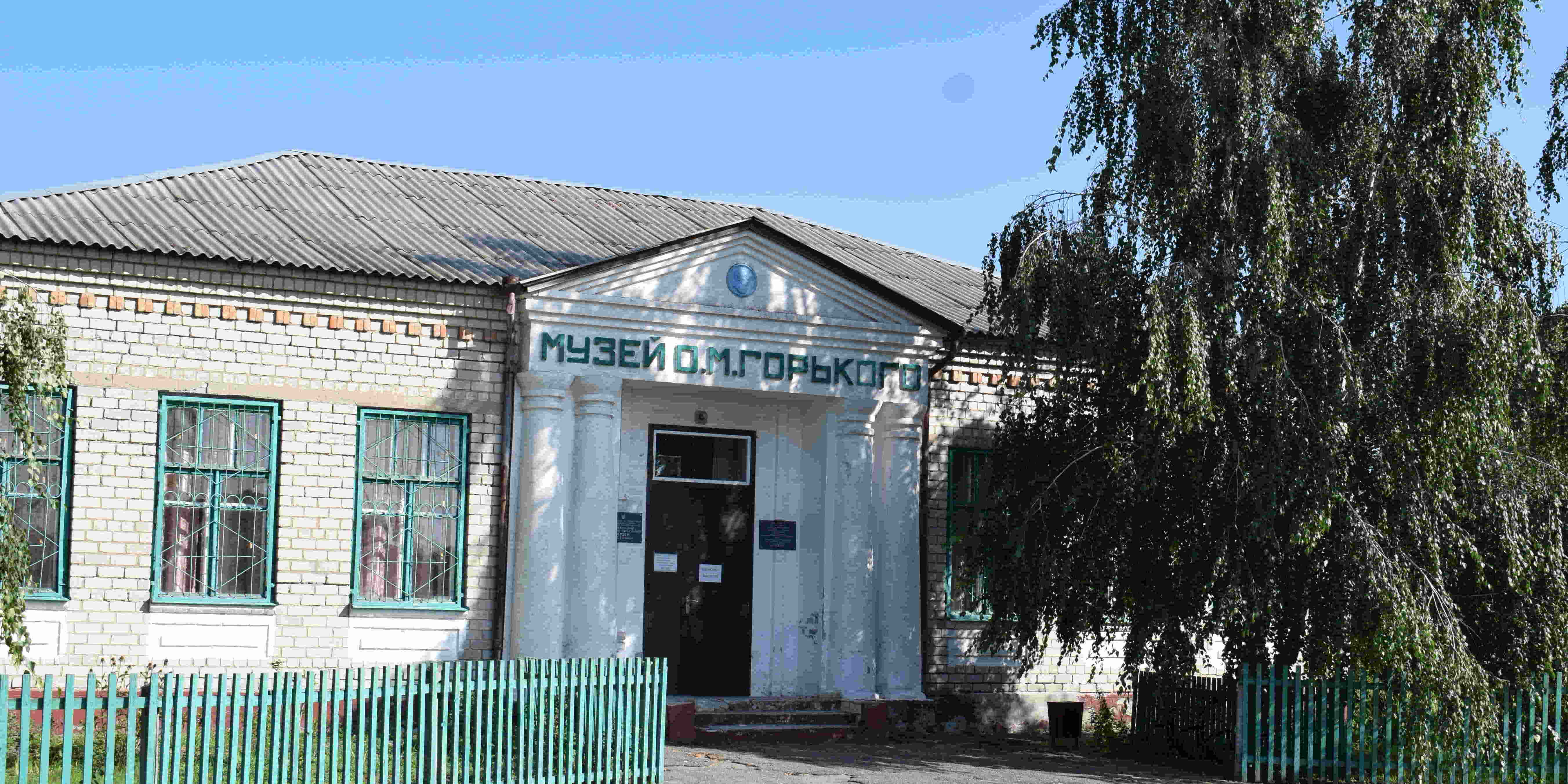
Музей О. М. Горького
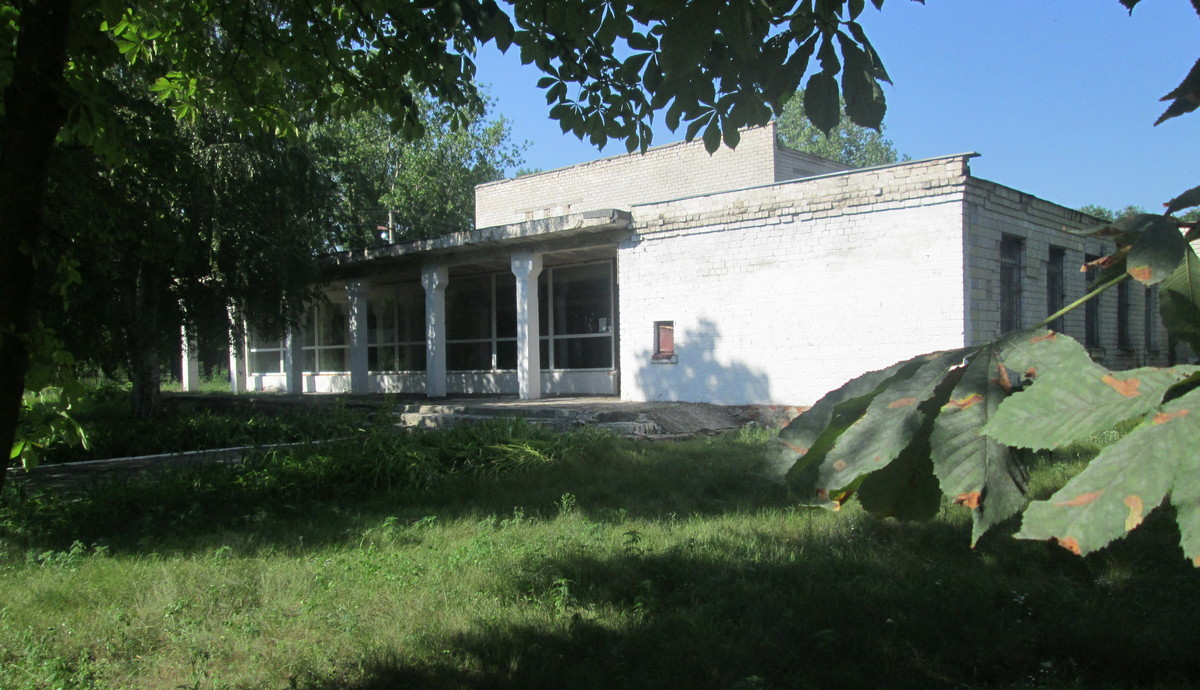
Будинок культури
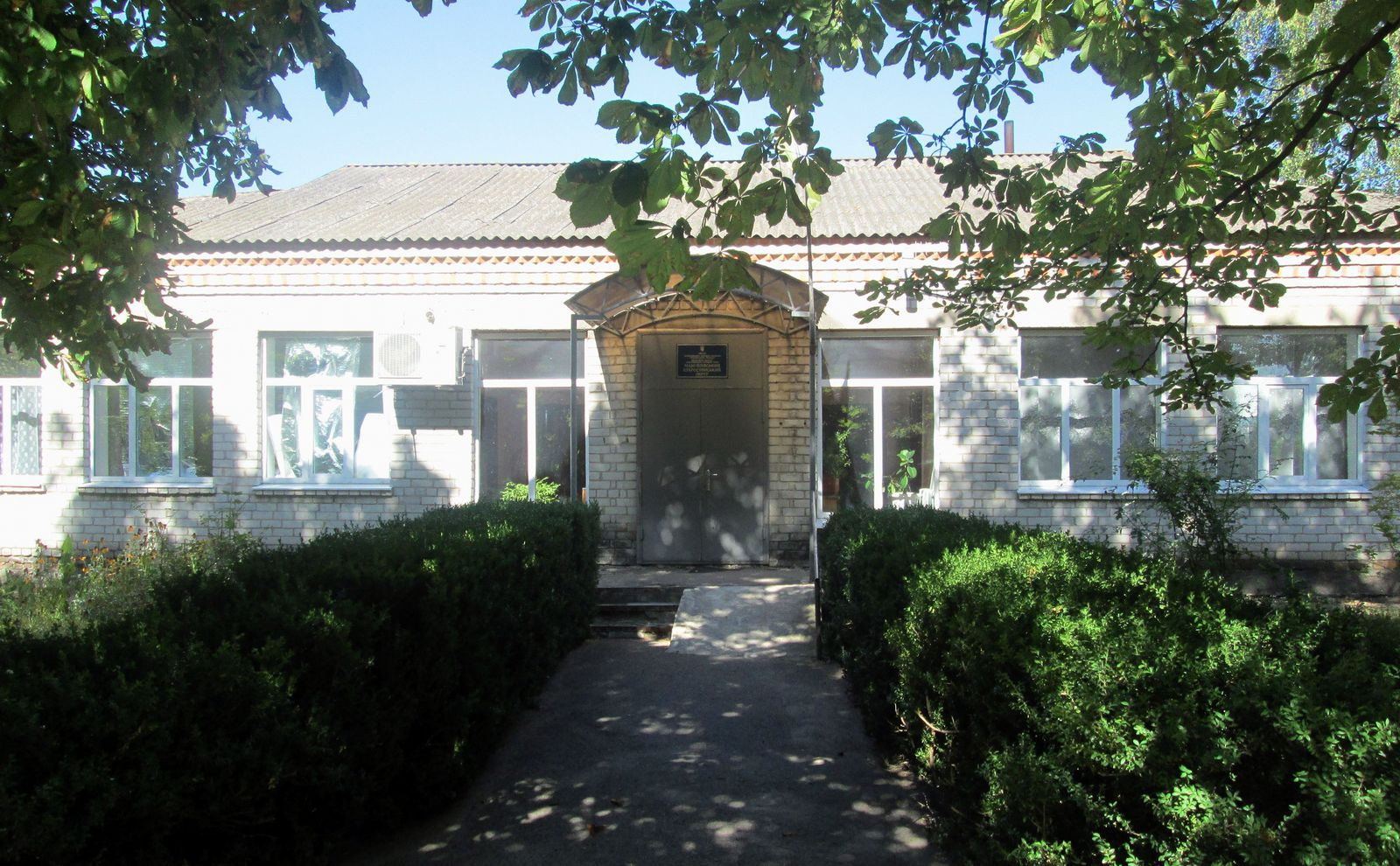
Старостат (Сільська рада)
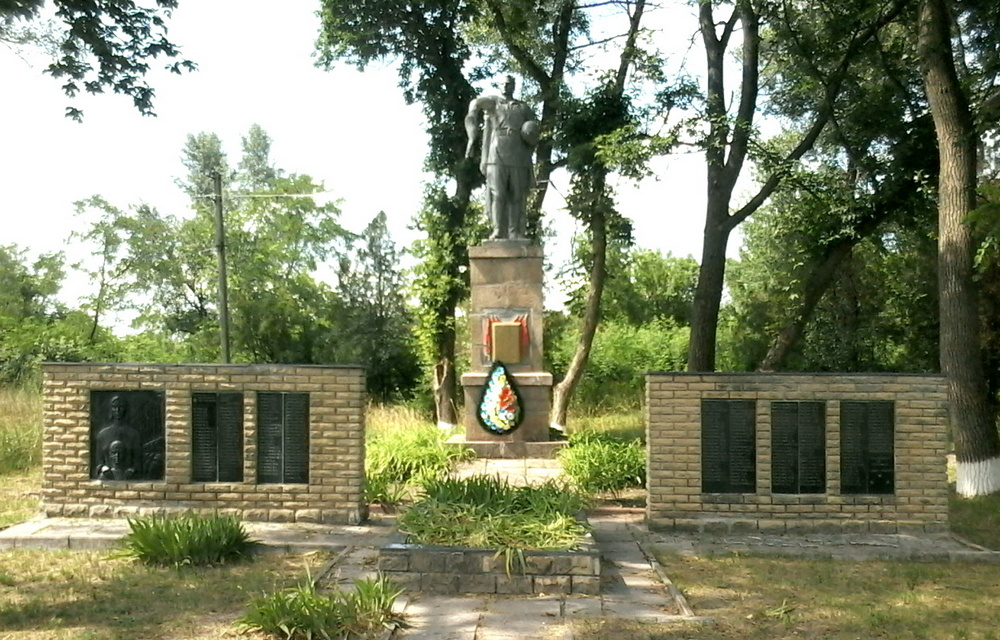
Меморіал загиблим в роки Другої світової війни
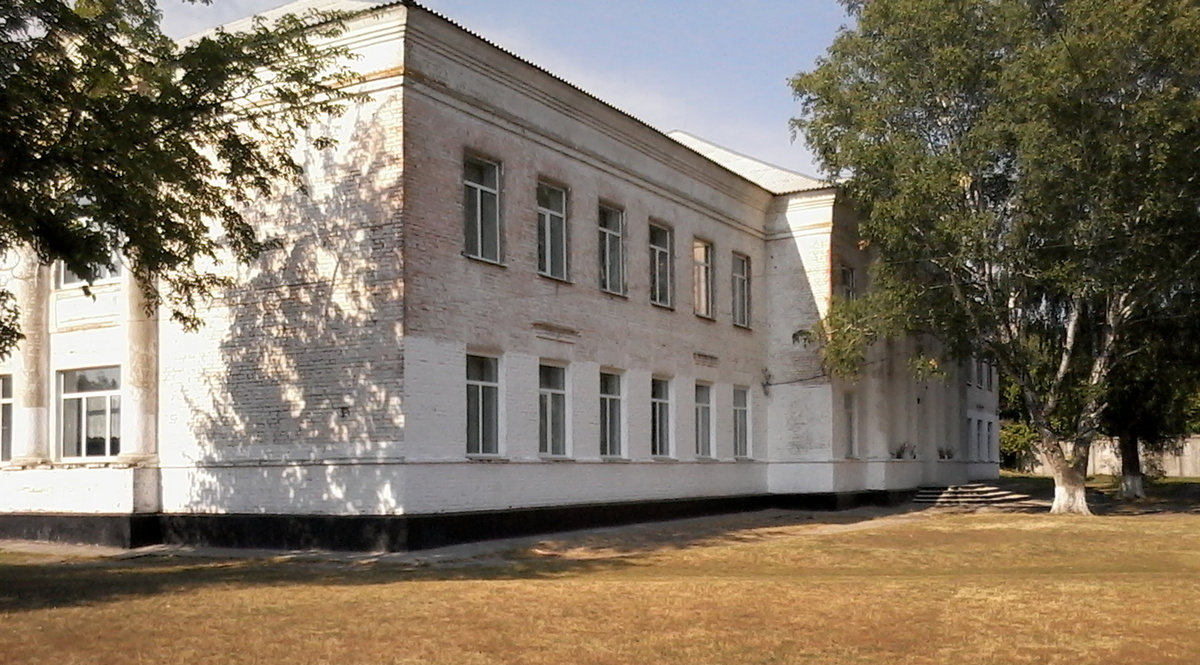
Школа
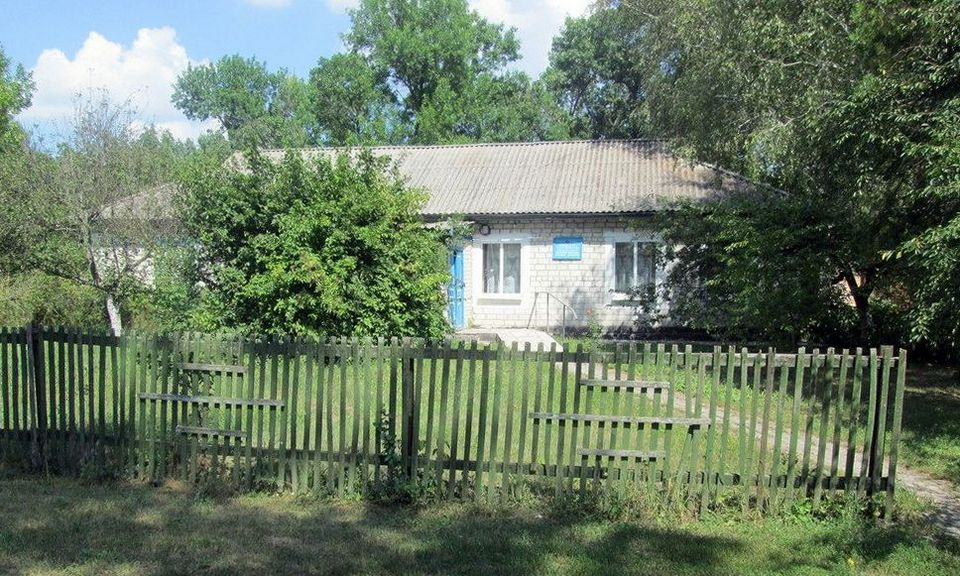
Амбулаторія
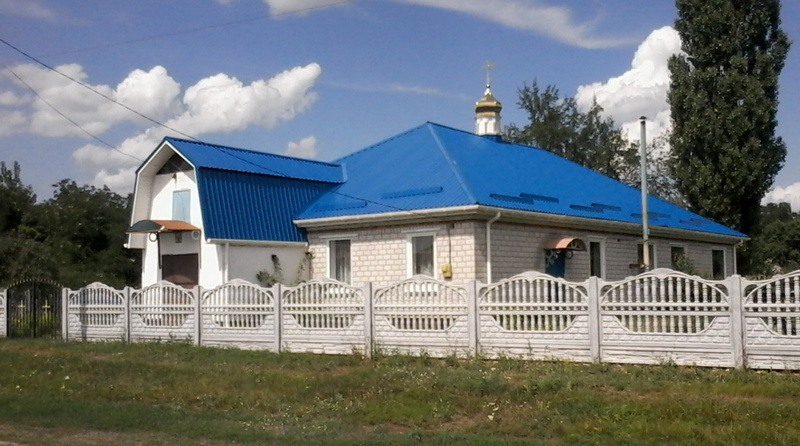
Свято-Покровська церква
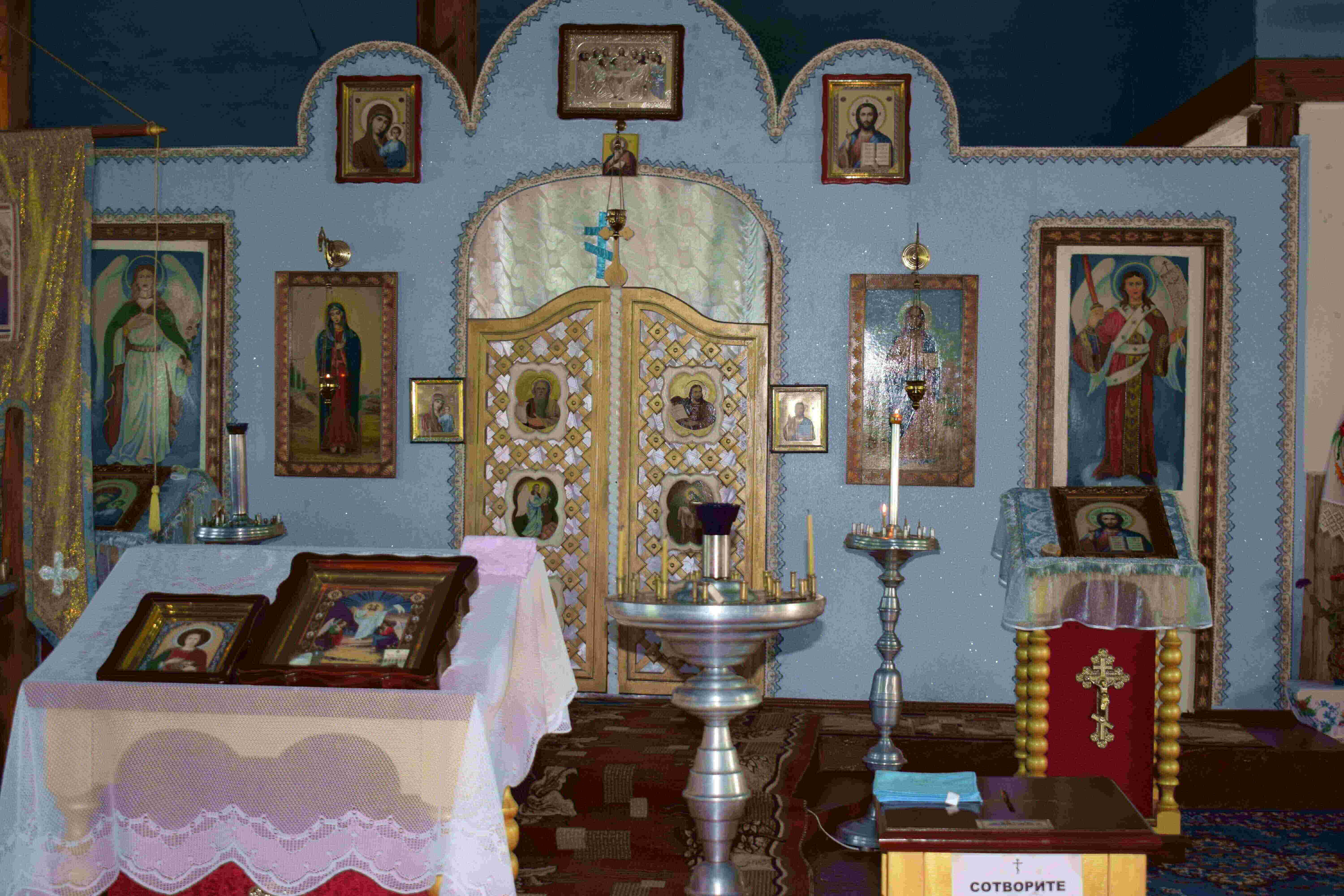
Свято-Покровська церква. Царські врата
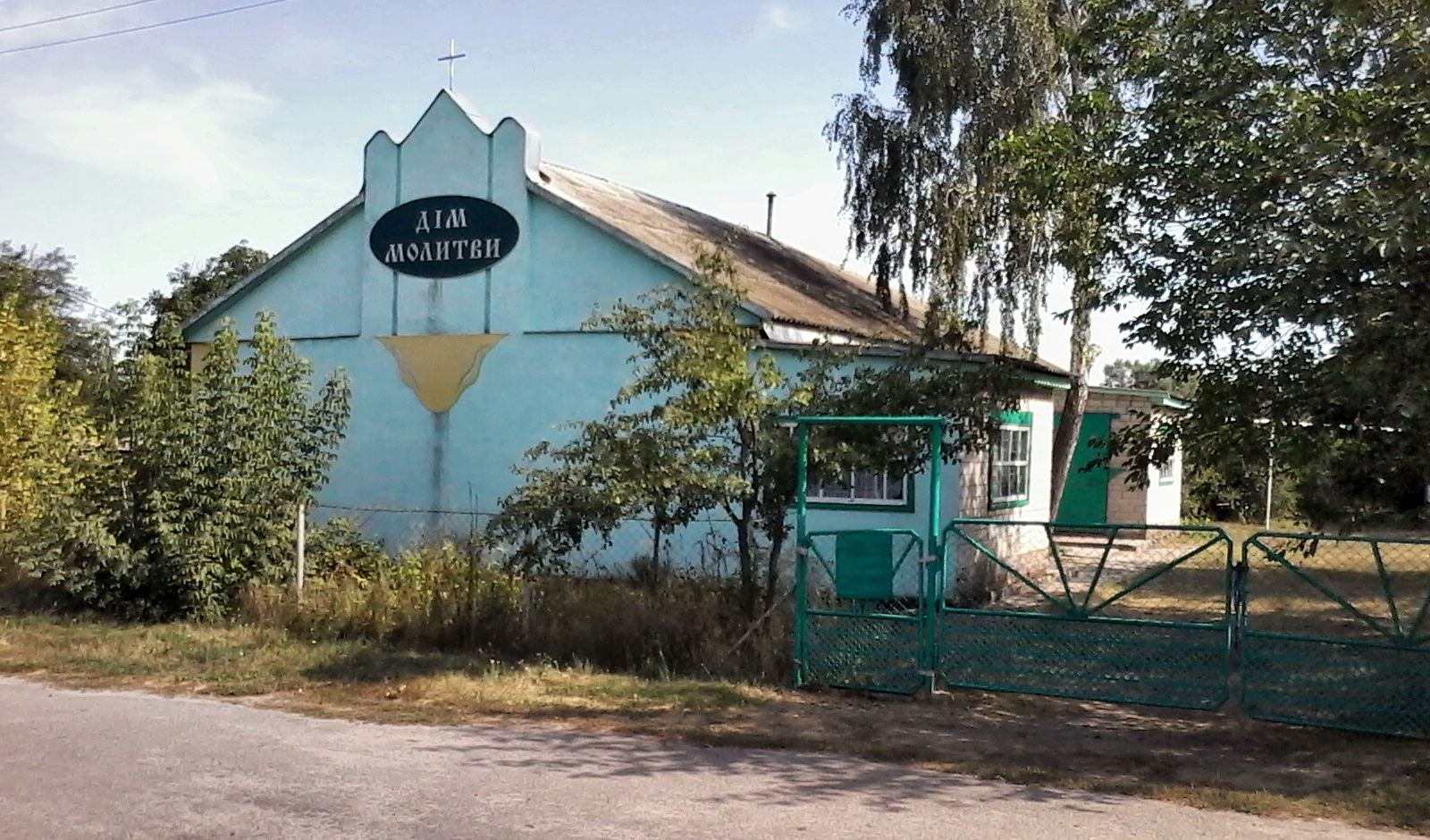
Дім молитви євангельських християн
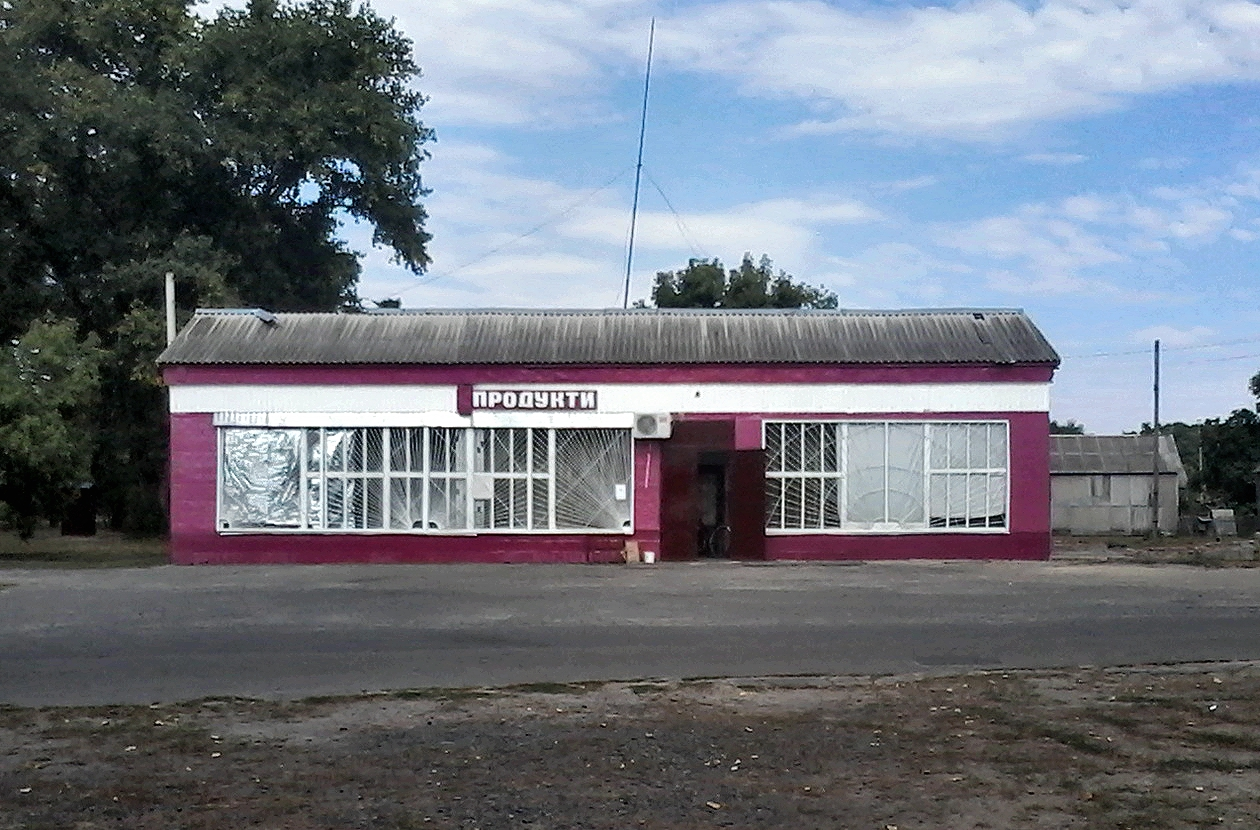
Магазин «Продукти»
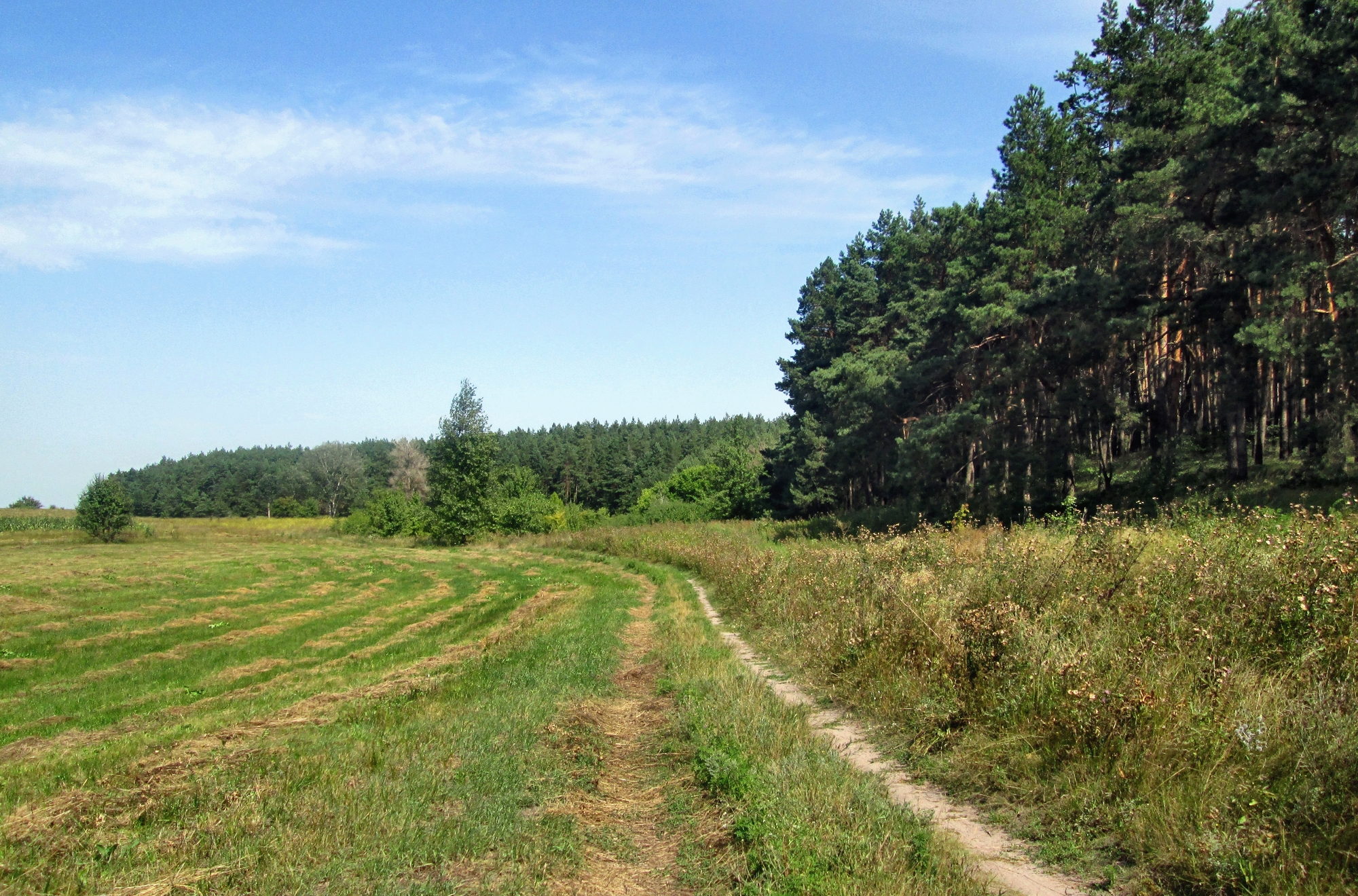
Сосновий ліс на околиці села
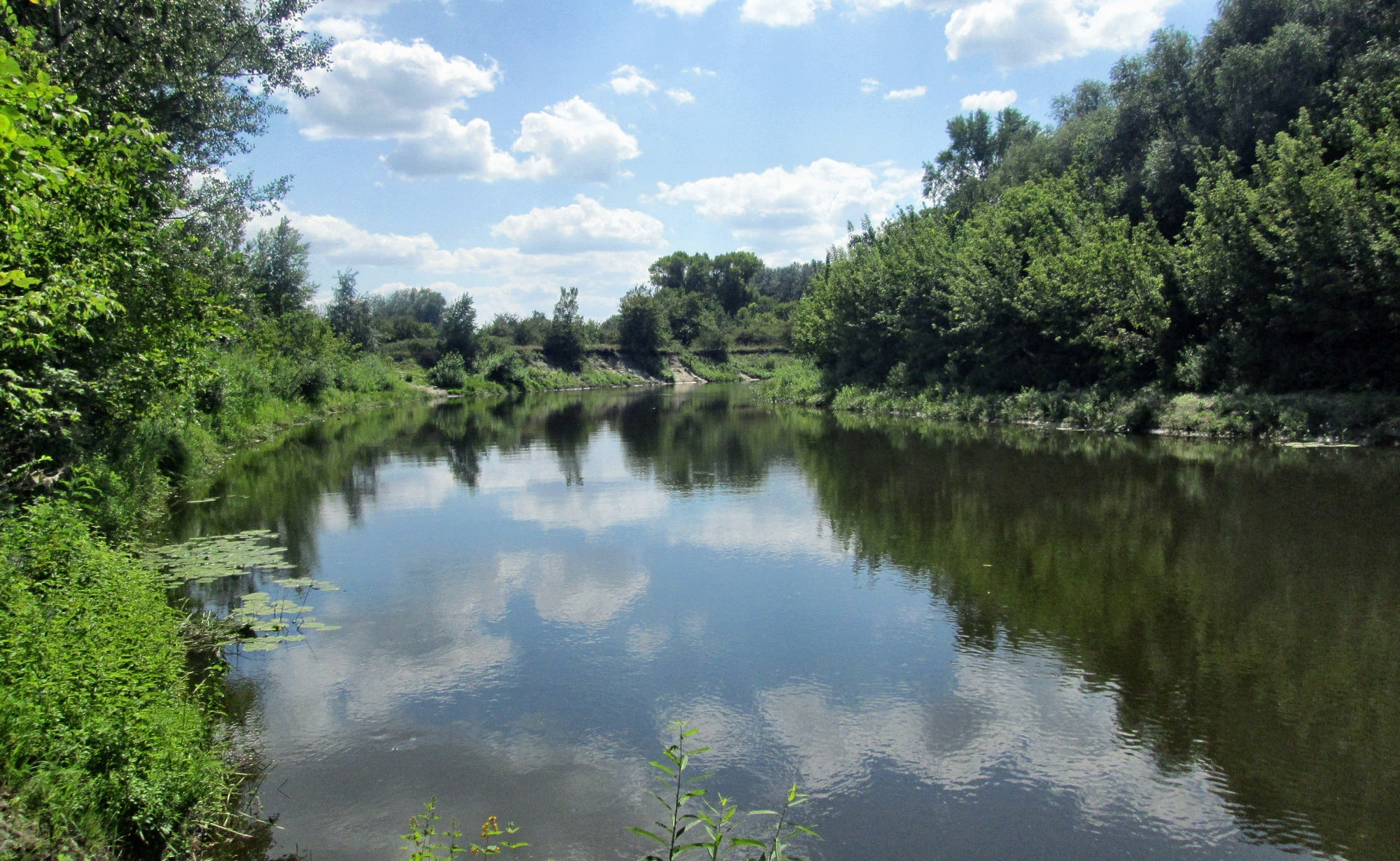
Річка Псел поблизу села
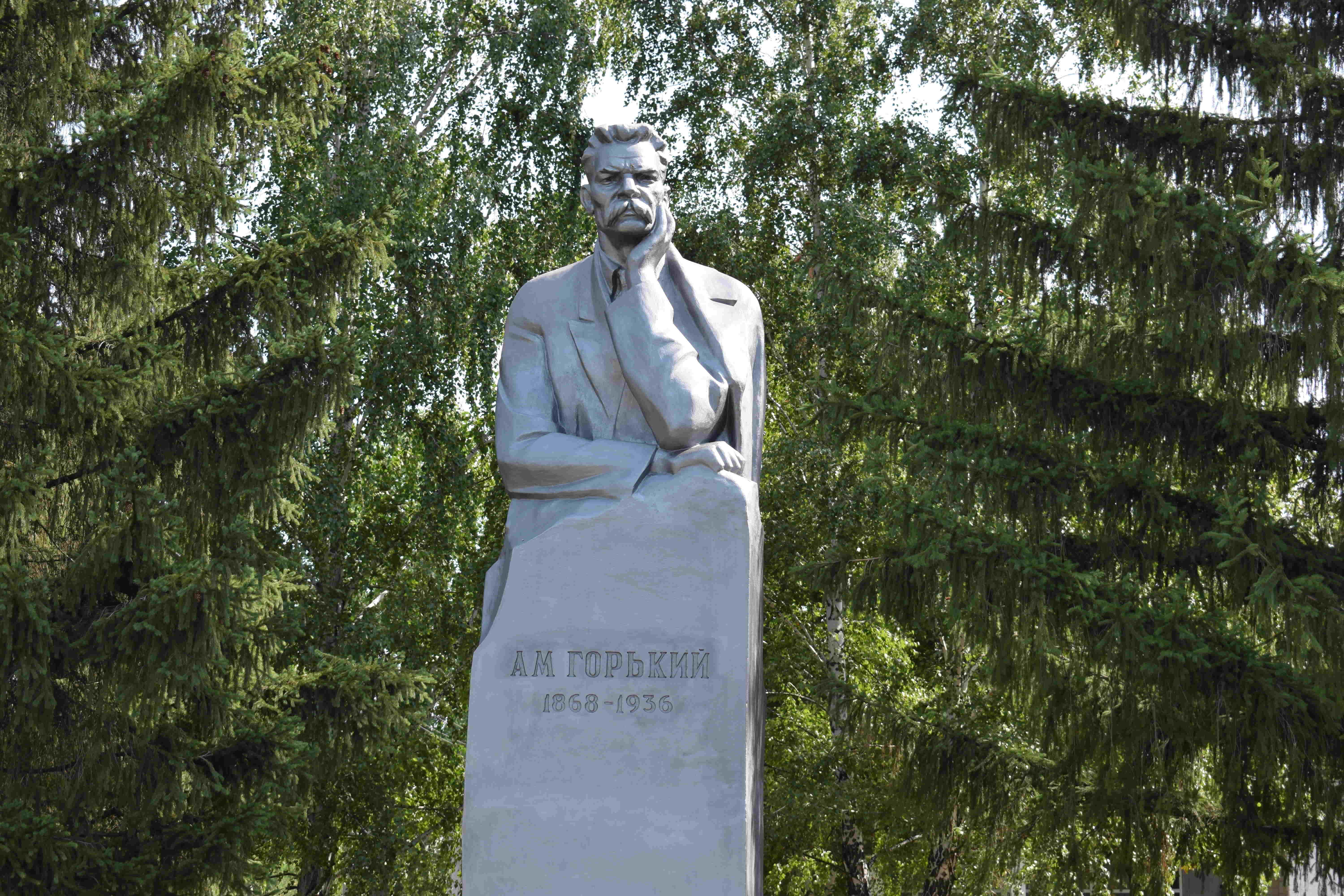
Пам'ятник Горькому (демонтовано)